# Staßfurt
Staßfurt (pronunciación en alemán: /ˈʃtasˌfʊʁt/ⓘ) es un municipio situado en el distrito de Salzland, en el estado federado de Sajonia-Anhalt (Alemania), a una altitud de 73 metros. Su población a finales de 2015 era de unos 26 600 habitantes y su densidad poblacional, 180 hab/km².